# Wasserburg Waldau (Kassel)
Die Wasserburg Waldau ist die Ruine einer Wasserburg nördlich der Kirche (Am Försterhof) im Kasseler Stadtteil Waldau in Hessen.

## Geschichte
Die Burg ging im 15. Jahrhundert aus einer bereits vorhandenen Kemenate im Besitz der hessischen Landgrafen hervor, die zur Wasserburg umgebaut wurde und 1484 erstmals urkundlich erwähnt wurde. Landgraf Wilhelm I. von Hessen-Kassel übergab sie seiner natürlichen Schwester Anna und ihrem Gatten unter Vorbehalt des Rückkaufs. 1526 tauschte Philipp der Großmütige ebenfalls unter Vorbehalt des Rückerwerbs die Burg bei dem Trierer Kanzler Furater gegen dessen Haus in Kassel ein.
1486 wurde die Burg auf landgräfliche Kosten erneuert, dabei fand wahrscheinlich auch der Ausbau von der einfachen Kemenate zur Wasserburg statt. 1526 wurde das baufällige Schloss renoviert. 1615 wurde der Burggraben trockengelegt. Von zahlreichen Entwürfen, die Landgraf Moritz am Anfang des 17. Jahrhunderts für einen Neubau angefertigt hatte, kam keiner zur Ausführung. Deshalb wurde das alte Schloss entweder nach 1610 abgebrochen oder bei der Belagerung Kassels durch den Feldherren Tilly im Dreißigjährigen Krieg zerstört. Im späteren 17. Jahrhundert wurde an dessen Stelle ein langgestrecktes Fachwerkhaus errichtet, das als Försterei und Jagdadjudantenhaus mit Hundehaus und eine Falkneranlage genutzt wurde. Heute ist das Gebäude in Privathand.

## Beschreibung
Nach von Landgraf Moritz 1610 angefertigten Handzeichnungen war Waldau eine Wasserburg, deren quadratische Insel von einer Ringmauer mit vier Ecktürmen umgschlossen war. Über den Wassergraben führten Brücken im Osten und Westen. Der Wohnbau stand in der Mitte, eine Scheune in der Südostecke. 
Von der Burg existiert noch die Südmauer der Umwehrung in ihrer ganzen Länge von 26,60 m mit den beiden runden Ecktürmen und den dortigen Maueranschlüssen. Sie verdankt ihr Überleben der Tatsache, dass sie Bestandteil des massiven Untergeschosses eines Fachwerkgebäudes aus dem 17. Jahrhundert wurde. Der Wassergraben ist vollständig verfüllt und nicht mehr erkennbar.
Siehe auch: Waldau-Geschichte